# Vorarlberg Institute for Vascular Investigation and Treatment
Das Vorarlberg Institute for Vascular Investigation and Treatment (kurz VIVIT) ist ein außeruniversitäres wissenschaftliches Institut in Westösterreich, das sich vor allem auf die Erforschung und Therapierung von Stoffwechsel- und Herz-Kreislauferkrankungen wie Diabetes oder Atherosklerose konzentriert.

## Geschichte
Das VIVIT wurde 1997 von Heinz Drexel, bis Ende 2016 Primararzt der Abteilung für Innere Medizin des Landeskrankenhaus Feldkirch als gemeinnütziger und nicht-gewinnorientierter Verein gegründet (ZVR-Zahl 046542627). Ziel der Gründung war der medizinische Forschung in Vorarlberg auf Grund einer fehlenden Universität eine geeignete Plattform zur Verfügung zu stellen. Vereinspräsident war seit Gründung bis 2014 der ehemalige Vorarlberger Landeshauptmann Martin Purtscher. Seit 2014 bekleidet dieses Amt der Internist Egon Humpeler. Das Institut befindet sich am Landeskrankenhaus Feldkirch; 2005 wurde ein molekularbiologisches Labor in Dornbirn errichtet.

## Forschungsschwerpunkte
Das Institut beschäftigt sich mit Fragestellungen aus den Bereichen der Kardiologie, Diabetologie, Nephrologie, Onkologie, Genetik und Molekularbiologie, die von Grundlagenforschung bis zu praktischen Anwendungen im klinischen Alltag reichen. Auf diesen Gebieten wurden von Mitarbeitern des VIVIT seit Bestehen über 250 wissenschaftliche Publikationen (Stand Dezember 2016) in internationalen Fachzeitschriften (gelistet in PubMed) veröffentlicht und über 1200 Beiträge auf wissenschaftlichen Fachkongressen vorgestellt. Dadurch konnte sich das VIVIT in den letzten Jahren zu einem führenden Institut in Österreich speziell im Bereich Diabetes, Stoffwechsel und Folgekrankheiten entwickeln. Das VIVIT kooperiert hierbei auf internationaler Ebene mit mehreren Forschungsinstituten:

## Kooperationspartner
- Landeskrankenhaus Feldkirch
- Vorarlberger Krankenhaus-Betriebsgesellschaft
- Fachhochschule Vorarlberg
- Private Universität im Fürstentum Liechtenstein
- Ludwigshafen Risk and Cardiovascular Health Study
- Institut für Klinische Chemie am Universitätsspital Zürich
- Universitätsklinik für Angiologie, Inselspital Bern
- Labor Dr. Risch
- Inatura Naturschau Dornbirn
- Drexel University Philadelphia